# Канатове (авіабаза)
Авіабаза Канатове  — військовий аеродром та авіабаза, знаходиться неподалік міста Кропивницький. Поблизу з авіабазою знаходиться однойменна залізнична станція. В 1992—2004 роки був основним для 44-го бомбардувального авіаційного полку. З 2015 року став служити резервною авіабазою для Повітряних сил України.

## Історія
Аеродром Канатове був створений в Радянському Союзі як авіаційна база ВПС СРСР. Забезпечував навчальний процес 60-го військового авіаційного училища льотчиків. Після розформування училища в 1960 році на аеродром був передислокований 190-й винищувальний авіаполк (ВАП) з Буялик. Полк мав на озброєнні винищувачі МіГ-17 (з 1960 р), МіГ-21 (з 1968 р), МіГ-23 (з 1980 р). У серпні 1986 року 190 ВАП був перекинутий з Канатове в Демократичну Республіку Афганістан.
10 липня 1987 зі складу ВПС Південної групи військ (Угорщина) на аеродром Канатове перебазувався 727-й гвардійський Черкаський ордена Богдана Хмельницького бомбардувальний авіаційний полк (БАП), озброєний літаками Су-24М. Полк увійшов до складу 32-ї бомбардувальної авіаційної дивізії 24-ї повітряної армії Резерву Верховного Головного Командування. З 1992 року полк увійшов до складу ВПС України зі зміною номера та назви на 44-й бомбардувальний авіаційний полк (44 гв. БАП).
У 2004 році 44 гв. БАП ВПС України був розформований, а з 30 бомбардувальників Су-24М приблизно 10—12 літаків були включені до складу 7 БАП у Старокостянтинові, а решта передані на бази зберігання. На авіабазі залишилась військова частина А1405.

### Російсько-українська війна
З початком російсько-української війни Міністерство оборони України почало відновлювати закинуті колись аеродроми. Тоді було вирішено відновити аеродроми Вознесенськ, Буялик та Арциз, 16 червня 2014 на аеродромі Канатове запрацювала військова комендатура. В травні 2015 року аеродром став запасною авіабазою українських повітряних сил, сюди урочисто прибули 4 бомбардувальника Су-24.
З'явилась надія відновити роботу летовища, міська влада неодноразово пропонувала створити на основі авіабази міжнародний аеропорт, який би обслуговував пасажирів з міста та області.
Злітно-посадкова смуга завдовжки 1400 м (МК 1180/2980) перебувала на балансі Кіровоградської льотної академії Національного авіаційного університету.

### Російський напад 2022 року
Від початку повномасштабного російського вторгнення на авіабазу було здійснено низку ракетних ударів.
28 лютого 2022 року Служба Безпеки України затримала офіцера військової контррозвідки, який встиг 24 лютого передати росіянам інформацію про роботу аеродрому, знаходження на ньому літаків, підвезення боєкомплекту. Вже 1 березня 2022 року, на шостий день відкритої війни, військова база зазнала ракетного обстрілу. Відомо про поранених серед військових.
Наступний обстріл стався 12 березня, коли російські загарбники завдали ракетних ударів по аеродромам у Василькові на Київщині та «Канатове» під Кропивницьким. За словами голови ОВА «Ворог гатив так, що здригався увесь Кропивницький і території навколо». Наступного дня голова Кіровоградської обласної військової адміністрації Андрій Райкович повідомив про 7 загиблих військових, внаслідок удару пошкоджена інфраструктура летовища.
Вранці 23 липня 2022 року авіабаза та залізнична станція, що знаходиться поруч, зазнали чергового обстрілу російських окупантів. Всього росіяни вдарили по Кіровоградській області 13 ракетами (8 ракет «Калібр» морського базування та 5 ракет Х-22 з літака ТУ-22М3). Поцілено в інфраструктурні об'єкти за межами обласного центру. Зокрема, у військовий аеродром «Канатове» та в один з об'єктів «Укрзалізниці». По об'єктах летовища влучило 8 із запущених крилатих ракет. Внаслідок цього удару загинув командир військової частини, отримали поранення 17 військовослужбовців, і два працівники відомчої охорони трансформаторної підстанції. Було знищено два бойових літака Повітряних сил ЗСУ (імовірно Су-27 та Су-24). 21 квітня 2023 року Служба Безпеки України повідомила про підозру військовослужбовцю Роману Червінському за ч.5 ст. 426-1 Кримінального кодексу України (перевищення військовою службовою особою влади чи службових повноважень). Начебто його дії якимось чином спровокували ракетний обстріл в липні 2022 року. Сам Червінський вважає цю справу помстою за Вагнергейт.